# 9871 Jeon
9871 Jeon este un asteroid din centura principală de asteroizi.

## Descriere
9871 Jeon este un asteroid din centura principală de asteroizi. A fost descoperit pe 28 februarie 1992 la Kitami de Tetsuya Fujii și Kazuro Watanabe. El prezintă o orbită caracterizată de o semiaxă mare de 2,37 ua, o excentricitate de 0,15 și o înclinație de 5,6° în raport cu ecliptica.